# Nowdays

## Nowdays
Nowdays, fundada por Thainá Zanholo em 2021, é uma empresa registrada no Brasil e nos Estados Unidos. A empresa foca na educação sobre a cannabis através de uma plataforma de e-commerce e produção de conteúdo. 

## História e Expansão
Antes de estabelecer a Nowdays, Thainá trabalhou em publicações como Site RG Vogue e Vice Brasil. Na California trabalhou na Glossier, conhecida por suas inovações no mercado de beleza. A experiência na Califórnia influenciou a empresária a fundar a empresa, que visa educar o público sobre os benefícios potenciais da cannabis. 
Em 2022, Baron Davis, ex-jogador da NBA, juntou-se à empresa, expandindo seu alcance e visibilidade. 
Em 2023, a Nowdays expandiu suas operações para a Europa, lançando produtos de cannabis para uso terapêutico em Portugal e Espanha.

## Conteúdo em Vídeo
Em 2021 a Nowdays lançou a campanha "Leis Questionáveis". O filme curta foi dirigido por Pedro Giomi, teve a produção da MyMama Entertainment, produtora audiovisual premiada em Cannes, e a da agência criativa AKQA.